# Герхард III фон Минден
Герхард III фон Минден (на немски: Gerhard III von Minden; * ок. 1360; † 27 януари 1398) от графство Хоя, е от декември 1397 до януари 1398 г. епископ на Минден.

## Биография
Той е четвъртият син на граф Герхард III фон Хоя († 1383) и втората му съпруга Юта фон Олденбург-Делменхорст, дъщеря на граф Кристиан I фон Олденбург-Делменхорст и Елизабет фон Мекленбург. По-големите му братя са граф Ото III († 13 април 1428) и Хайнрих II († 15 февруари 1441) от 1407 до 1426 г. княз-епископ на Ферден.
Герхард фон Хоя е клерик в епископство Шверин. От 1371 до 1398 г. е каноник в Бремен и от 1372 г. в Кьолн. От декември 1397 до януари 1398 г. той е един месец епископ на Минден.

## Галерия
- Епископски печат от 1381
- Епископски печат от 1390